# Ариамсфлей
Ариамсфлей — небольшое поселение, располагающееся на юге Намибии, недалеко от границы ЮАР. Принадлежит избирательному округу Карасбург. Примерно в восьми километрах от Ариамсфлея находится деревня Накоп, полностью примыкающая к границе. «Ариамсфлей-Накоп» является одним из двух самых важных пограничных пунктов для перехода на территорию ЮАР.
Ариамсфлей в 80 километрах на севере от реки Оранжевая.